# Viminal
Viminal (em latim: Collis Viminalis; em italiano:  Viminale) é uma das sete colinas sobre as quais foi fundada a cidade de Roma. Com 57 metros de altitude na Piazza San Bernardo, o seu nome é uma referência ao vime (planta do gênero Salix), que originalmente cobria toda a região. É a menor das sete colinas e está localizada entre o Quirinal, a norte-noroeste, e o Esquilino, a sudeste. Durante o período romano, a região era delimitada pelo Vico Longo (moderna Via Nazionale), pelo bairro da Suburra e pelo Vico Patrício (moderna Via Urbana). 
Atualmente toda a região é parte do rione Monti.

## História
Esta colina foi anexada à cidade de Roma por Sérvio Túlio, o sexto rei de Roma. Na reorganização urbana de Augusto, o Viminal foi incorporado à Regio VI Alta Semita e era um bairro residencial de classe média, quase desprovido de edifícios públicos como o vizinho Císpio, um dos cumes do Esquilino. Na Via Balbo, na Via Panisperna e na Via Santa Pudenziana, que também era parte do antigo Vico Patrício, foram descobertas ruínas de ricas residências dos séculos II e I a.C..
Mais tarde, durante o reinado de Diocleciano (r. 298-305), as gigantescas Termas de Diocleciano foram construídas no final do Vico Longo, na fronteira entre o Viminal e o Quirinal. Durante o Renascimento, o tepidário das termas foi transformado por Michelângelo, a pedido do papa Pio IV, na igreja de Santa Maria degli Angeli e dei Martiri (1561). 
No Viminal também estava a caserna da III coorte dos vigias e as termas conhecidas como Lavacrum Agrippinae, perto de San Lorenzo in Panisperna. O único templo conhecido na região era o Santuário de Nênia.
A partir dos séculos XIX e XX, vários outros edifícios notáveis foram construídos no Viminal, incluindo o Palazzo del Viminale, construído em 1925 e sede do Ministério do Interior italiano, o Teatro dell'Opera di Roma, de 1879, e o Museo dell'Istituto centrale di patologia del libro Alfonso Gallo, inaugurado em 1938 por Alfonso Gallo.